# 中国国鉄DJJ1型電車
中国国鉄DJJ1型電車（藍箭）（ちゅうごくこくてつDJJ1がたでんしゃ らんせん）は中華人民共和国鉄道部（中国国鉄）が開発した高速鉄道車両である。

## 概要
1998年より欧州の高速鉄道を参考に広州鉄路集団（広鉄）、株洲電力機車（株機）、長春軌道客車（長客）が共同開発を開始し、2000年9月に試作車両が完成。11月より広深線で各種試験を行い、最高速度235km/hを記録している。2001年1月より営業運転を開始した。Mc-T-T-T-T-T-Tcの1M6TでM車は旅客設備は無い。電動車は株機が、付随車は長客が製造、8編成56両が広深線に投入された。2007年7月のダイヤ改正より京広線の広州東 - 韶関間の運用に変更されている。その後2008年2月10日から14日にかけて重慶に配転、18日より成渝線での運用が開始された。
なお「藍箭」は「ブルーアロー」の中国語訳である。

## 編成
| 外観         | 重連                    | 重連         | 中国国鉄DJJ1型電車、重連、向右プラス方向行駛、後パンタグラフ昇起、連結器は覆って解体していません | 中国国鉄DJJ1型電車、重連、向右プラス方向行駛、後パンタグラフ昇起、連結器は覆って解体していません | 中国国鉄DJJ1型電車、重連、向右プラス方向行駛、後パンタグラフ昇起、連結器は覆って解体していません | 中国国鉄DJJ1型電車、重連、向右プラス方向行駛、後パンタグラフ昇起、連結器は覆って解体していません | 中国国鉄DJJ1型電車、重連、向右プラス方向行駛、後パンタグラフ昇起、連結器は覆って解体していません | 中国国鉄DJJ1型電車、重連、向右プラス方向行駛、後パンタグラフ昇起、連結器は覆って解体していません | 中国国鉄DJJ1型電車、重連、向右プラス方向行駛、後パンタグラフ昇起、連結器は覆って解体していません |
| 外観         | 単独編成                | 右側         | 中国国鉄DJJ1型電車、向左逆向行駛、前パンタグラフ昇起、連結器は覆って解体していません             | 中国国鉄DJJ1型電車、向左逆向行駛、前パンタグラフ昇起、連結器は覆って解体していません             | 中国国鉄DJJ1型電車、向左逆向行駛、前パンタグラフ昇起、連結器は覆って解体していません             | 中国国鉄DJJ1型電車、向左逆向行駛、前パンタグラフ昇起、連結器は覆って解体していません             | 中国国鉄DJJ1型電車、向左逆向行駛、前パンタグラフ昇起、連結器は覆って解体していません             | 中国国鉄DJJ1型電車、向左逆向行駛、前パンタグラフ昇起、連結器は覆って解体していません             | 中国国鉄DJJ1型電車、向左逆向行駛、前パンタグラフ昇起、連結器は覆って解体していません             |
| 外観         | 単独編成                | 左側         | RZ 25DK XXXXXX、柔席车 RUANZUOCHE(帯有運転室)、左側                                              | RZ 25DT XXXXXX、柔席 RUANZUOCHE、左側                                                            | RZ 25DT XXXXXX、柔席 RUANZUOCHE、左側                                                            | RZ 25DT XXXXXX、柔席 RUANZUOCHE(带有包厢)、左側                                                  | RZ 25DT XXXXXX、柔席 RUANZUOCHE、右側                                                            | RZ 25DT XXXXXX、柔席 RUANZUOCHE、左側                                                            | DJJ1 000X A/B、動力車(編成中の機関車部)、右側                                                    |
| 号車番号     | 号車番号                | 号車番号     | 1                                                                                                | 2                                                                                                | 3                                                                                                | 4                                                                                                | 5                                                                                                | 6                                                                                                | -                                                                                                |
| 車に向かって | 車に向かって            | 車に向かって | ←(プラス方向)                                                                                    | ←(プラス方向)                                                                                    | ←(プラス方向)                                                                                    | ←(プラス方向)                                                                                    | →(逆方向)                                                                                        | ←(プラス方向)                                                                                    | →(逆方向)                                                                                        |
| 車両コード   |                         |              | RZ25DKXXXXXX                                                                                     | RZ25DTXXXXXX                                                                                     | RZ25DTXXXXXX                                                                                     | RZ25DTXXXXXX                                                                                     | RZ25DTXXXXXX                                                                                     | RZ25DTXXXXXX                                                                                     | DJJ1000XA                                                                                        |
| 車両コード   | DJJ1000XB               |              | RZ25DKXXXXXX                                                                                     | RZ25DTXXXXXX                                                                                     | RZ25DTXXXXXX                                                                                     | RZ25DTXXXXXX                                                                                     | RZ25DTXXXXXX                                                                                     | RZ25DTXXXXXX                                                                                     |                                                                                                  |
| 車両コード   | 顔色                    | 顔色         | 青い底の白の字                                                                                   | 青い底の白の字                                                                                   | 青い底の白の字                                                                                   | 青い底の白の字                                                                                   | 青い底の白の字                                                                                   | 青い底の白の字                                                                                   | 無地の赤い字                                                                                     |
| 技術の特徴   | 型番                    | 型番         | RZ25DK                                                                                           | RZ25DT                                                                                           | RZ25DT                                                                                           | RZ25DT                                                                                           | RZ25DT                                                                                           | RZ25DT                                                                                           | DJJ1                                                                                             |
| 技術の特徴   | 車のタイプ              | 車のタイプ   | 付随車(Tc)                                                                                       | 付随車(T)                                                                                        | 付随車(T)                                                                                        | 付随車(T)                                                                                        | 付随車(T)                                                                                        | 付随車(T)                                                                                        | 動力車(Mc)                                                                                       |
| 技術の特徴   | 動力の分布              | 動力の分布   | ○○ ○○                                                                                            | ○○ ○○                                                                                            | ○○ ○○                                                                                            | ○○ ○○                                                                                            | ○○ ○○                                                                                            | ○○ ○○                                                                                            | ●● ●●                                                                                            |
| 技術の特徴   | 重さ                    | 重さ         | ？                                                                                               | ？                                                                                               | ？                                                                                               | ？                                                                                               | ？                                                                                               | ？                                                                                               | 78トン                                                                                           |
| 技術の特徴   | 軸式                    | 軸式         | 2-2                                                                                              | 2-2                                                                                              | 2-2                                                                                              | 2-2                                                                                              | 2-2                                                                                              | 2-2                                                                                              | Bo-Bo                                                                                            |
| 技術の特徴   | 平均軸重                | 平均軸重     | ？                                                                                               | ？                                                                                               | ？                                                                                               | ？                                                                                               | ？                                                                                               | ？                                                                                               | 19.5トン                                                                                         |
| 技術の特徴   | 主要な設備              | 主要な設備   | -                                                                                                | -                                                                                                | -                                                                                                | -                                                                                                | -                                                                                                | -                                                                                                | パンタグラフ x2                                                                                  |
| 技術の特徴   | 主要な設備              | 主要な設備   | -                                                                                                | -                                                                                                | -                                                                                                | -                                                                                                | -                                                                                                | -                                                                                                | 牽引変圧器 x1                                                                                    |
| 技術の特徴   | 主要な設備              | 主要な設備   | -                                                                                                | -                                                                                                | -                                                                                                | -                                                                                                | -                                                                                                | -                                                                                                | 牽引コンバーター x2                                                                              |
| 技術の特徴   | 主要な設備              | 主要な設備   | 動力台車なし                                                                                     | 動力台車なし                                                                                     | 動力台車なし                                                                                     | 動力台車なし                                                                                     | 動力台車なし                                                                                     | 動力台車なし                                                                                     | 動力台車 x2                                                                                      |
| 技術の特徴   | 主要な設備              | 主要な設備   | -                                                                                                | -                                                                                                | -                                                                                                | -                                                                                                | -                                                                                                | -                                                                                                | 回生ブレーキ及び発電ブレーキ（回生ブレーキ失効時）                                               |
| 技術の特徴   | 主要な設備              | 主要な設備   | 電気指令式ブレーキ                                                                               |                                                                                                  |                                                                                                  |                                                                                                  |                                                                                                  |                                                                                                  |                                                                                                  |
| 技術の特徴   | 主要な設備              | 主要な設備   | 滑走防止機能つき制動システム                                                                     |                                                                                                  |                                                                                                  |                                                                                                  |                                                                                                  |                                                                                                  |                                                                                                  |
| 技術の特徴   | 車体                    |              |                                                                                                  |                                                                                                  |                                                                                                  |                                                                                                  |                                                                                                  |                                                                                                  |                                                                                                  |
| 技術の特徴   | 台車                    | 型番         | CW-200                                                                                           | CW-200                                                                                           | CW-200                                                                                           | CW-200                                                                                           | CW-200                                                                                           | CW-200                                                                                           | ICE1/2風の“高速動力車台車”                                                                       |
| 技術の特徴   | 台車                    | 付属の設備   | -                                                                                                | -                                                                                                | -                                                                                                | -                                                                                                | -                                                                                                | -                                                                                                | 駆動制動ユニット x2                                                                              |
| 技術の特徴   | 台車                    | 付属の設備   | -                                                                                                | -                                                                                                | -                                                                                                | -                                                                                                | -                                                                                                | -                                                                                                | 牽引電機 x4                                                                                      |
| 客室         |                         |              | 運転手室                                                                                         | 乗客室、柔席、2+2配置                                                                            | 乗客室、柔席、2+2配置                                                                            | 乗客室、柔席、2+2配置                                                                            | 乗客室、柔席、2+2配置                                                                            | 乗客室、柔席、2+2配置                                                                            | 運転手室                                                                                         |
| 客室         | 前乗客室、柔席、2+2配置 | 放送室       | 乗務員室か？                                                                                     | 書籍と新聞の柵                                                                                   | 医療室か？                                                                                       | 医療室か？                                                                                       | 設備室                                                                                           |                                                                                                  |                                                                                                  |
| 客室         | 主乗客室、柔席、2+2配置 | 放送室       | 乗務員室か？                                                                                     | 包廂、柔席、0+3配置                                                                              | 医療室か？                                                                                       | 医療室か？                                                                                       | 設備室                                                                                           |                                                                                                  |                                                                                                  |
| 客室         | 主乗客室、柔席、2+2配置 | 放送室       | 乗務員室か？                                                                                     | 食堂車？                                                                                         |                                                                                                  |                                                                                                  | 設備室                                                                                           |                                                                                                  |                                                                                                  |
| 客室         | 便所                    |              |                                                                                                  |                                                                                                  |                                                                                                  |                                                                                                  | 設備室                                                                                           |                                                                                                  |                                                                                                  |
| 客室         | 定員                    | 定員         | 37                                                                                               | 75                                                                                               | 81                                                                                               | 72                                                                                               | 81                                                                                               | 76                                                                                               | -                                                                                                |
| 生産数       | 生産数                  | 生産数       | 8                                                                                                | 40                                                                                               | 40                                                                                               | 40                                                                                               | 40                                                                                               | 40                                                                                               | 8                                                                                                |
| 生産メーカー | 生産メーカー            | 生産メーカー | 長春軌道客車工場                                                                                 | 長春軌道客車工場                                                                                 | 長春軌道客車工場                                                                                 | 長春軌道客車工場                                                                                 | 長春軌道客車工場                                                                                 | 長春軌道客車工場                                                                                 | 株州電力機関車工場                                                                               |
| 車番号       | 車番号                  | 車番号       | 1                                                                                                | 2                                                                                                | 3                                                                                                | 4                                                                                                | 5                                                                                                | 6                                                                                                | -                                                                                                |